# Michael Talbot
Michael Coleman Talbot (Grand Rapids, 29 settembre 1953 – 27 maggio 1992) è stato uno scrittore statunitense, autore di diversi libri che cercavano di dimostrare un parallelismo fra l'antico misticismo e la meccanica quantistica e portavano avanti un modello teorico di realtà che assimilava l'universo fisico ad un gigantesco ologramma. Secondo Talbot le percezioni extrasensoriali, la telepatia e gli altri fenomeni paranormali, sono reali e prodotto del suo modello olografico di realtà.

## Biografia
Talbot nacque a Grand Rapids, Michigan negli Stati Uniti. Iniziò la sua attività di scrittore scrivendo libri di science fiction. Scrisse anche su The Village Voice ed altre pubblicazioni.
Talbot cercò di incorporare la spiritualità, la religione e la scienza allo scopo di far luce su questioni profonde. I suoi libri di saggistica comprendono Mysticism And The New Physics, Beyond The Quantum e The Holographic Universe (Tutto è Uno nella traduzione italiana). Talbot spesso fa riferimento a Stanislav Grof, il cui lavoro su Holotropic Breathwork gli è stato evidentemente di sensibile influenza.
Anche se Talbot non ne fece mai una questione politica, fu omosessuale dichiarato, che visse con un compagno, e divenne un modello per gli intellettuali gay. Nel 1992 Talbot morì di leucemia all'età di 38 anni. Con la sua morte avvenuta in piena epidemia di AIDS, Talbot viene accreditato dell'ironico commento di "una malattia non di moda" poiché disse di non essere ammalato di AIDS ma piuttosto di una forma di leucemia che finì poi con lo stroncarlo in così giovane età.

## Opere
Romanzi
- The Delicate Dependency - 1982
- The Bog - 1986
- Night Things - 1988

Saggi
- Mysticism And The New Physics, 1993, ISBN 0-14-019328-6
- Beyond The Quantum, 1988, ISBN 0-553-34480-3
- Your Past Lives, 1987
- The Holographic Universe, 1992, ISBN 0-06-092258-3